# كفر دبوس
قرية كفر دبوس هي إحدى القرى التابعة لمركز ههيا في محافظة الشرقية في جمهورية مصر العربية. حسب إحصاءات سنة 2006، بلغ إجمالي السكان في كفر دبوس 4327 نسمة، منهم 2230 رجل و2097 امرأة.